# Coupe du monde de golf
 (août 2024).
Si vous disposez d'ouvrages ou d'articles de référence ou si vous connaissez des sites web de qualité traitant du thème abordé ici, merci de compléter l'article en donnant les références utiles à sa vérifiabilité et en les liant à la section « Notes et références ».
La Coupe du monde de golf est une compétition internationale de golf qui se déroule ordinairement tous les deux ans. Cette compétition réservée aux hommes est créée en 1953. Elle oppose 24 paires de joueurs de même nationalité. Les pays qualifiés le sont selon le classement officiel des joueurs professionnels de golf.
La première Coupe fut disputée en 1953 sous le nom de Canada Cup, puis prit son nom définitif en 1993. Elle est comptabilisée par le circuit européen et le circuit américain, mais se déroule toujours à la fin de ces deux saisons.

## Vainqueurs
| Année | Pays           | Équipe                                 | Pays organisateur                            |
| ----- | -------------- | -------------------------------------- | -------------------------------------------- |
| 2018  | Belgique       | Thomas Pieters et Thomas Detry         | Metropolitan Golf Club, Melbourne, Australie |
| 2016  | Danemark       | Søren Kjeldsen et Thorbjørn Olesen     | Kingston Heath GC,Melbourne, Australie       |
| 2013  | Australie      | Jason Day et Adam Scott                | Kingston Heath GC,Melbourne, Australie       |
| 2011  | États-Unis     | Matt Kuchar et Gary Woodland           | Haikou, Chine                                |
| 2009  | Italie         | Edoardo Molinari et Francesco Molinari | Mission Hills Golf Club, Chine               |
| 2008  | Suède          | Robert Karlsson et Henrik Stenson      | Mission Hills Golf Club, Chine               |
| 2007  | Écosse         | Colin Montgomerie et Marc Warren       | Mission Hills Golf Club, Chine               |
| 2006  | Allemagne      | Bernhard Langer et Marcel Siem         | Sandy Lane Resort, la Barbade                |
| 2005  | Pays de Galles | Stephen Dodd et Bradley Dredge         | Algarve, Portugal                            |
| 2004  | Angleterre     | Paul Casey et Luke Donald              | Séville, Espagne                             |
| 2003  | Afrique du Sud | Trevor Immelman et Rory Sabbatini      | Kiawah Island, South Carolina, États-Unis    |
| 2002  | Japon          | Toshimitsu Izawa et Shigeki Maruyama   | Puerto Vallarta, Mexique                     |
| 2001  | Afrique du Sud | Ernie Els et Retief Goosen             | Gotenba, Japon                               |
| 2000  | États-Unis     | David Duval et Tiger Woods             | Buenos Aires, Argentine                      |

| Année | Pays           | Équipe                                        | Individuel           | Pays organisateur                          |
| ----- | -------------- | --------------------------------------------- | -------------------- | ------------------------------------------ |
| 1999  | États-Unis     | Mark O'Meara et Tiger Woods                   | Tiger Woods          | Kuala Lumpur, Malaisie                     |
| 1998  | Angleterre     | David Carter et Nick Faldo                    | Scott Verplank       | Auckland, Nouvelle-Zélande                 |
| 1997  | Irlande        | Padraig Harrington et Paul McGinley           | Colin Montgomerie    | Kiawah Island, Caroline du Sud, États-Unis |
| 1996  | Afrique du Sud | Ernie Els et Wayne Westner                    | Ernie Els            | Le Cap, Afrique du Sud                     |
| 1995  | États-Unis     | Fred Couples et Davis Love III                | Davis Love III       | Shenzhen, Chine                            |
| 1994  | États-Unis     | Fred Couples et Davis Love III                | Fred Couples         | Dorado, Porto Rico                         |
| 1993  | États-Unis     | Fred Couples et Davis Love III                | Bernhard Langer      | Orlando, Floride, États-Unis               |
| 1992  | États-Unis     | Fred Couples et Davis Love III                | Brett Ogle           | Madrid, Espagne                            |
| 1991  | Suède          | Anders Forsbrand et Per-Ulrik Johansson       | Ian Woosnam          | Rome, Italie                               |
| 1990  | Allemagne      | Torsten Giedeon et Bernhard Langer            | Payne Stewart        | Orlando, Floride, États-Unis               |
| 1989  | Australie      | Peter Fowler et Wayne Grady                   | Peter Fowler         | Marbella, Espagne                          |
| 1988  | États-Unis     | Ben Crenshaw et Mark McCumber                 | Ben Crenshaw         | Melbourne, Australie                       |
| 1987  | Pays de Galles | David Llewellyn et Ian Woosnam                | Ian Woosnam          | Maui, Hawaii, États-Unis                   |
| 1985  | Canada         | Dave Barr et Dan Halldorson                   | Howard Clark         | La Quinta, Californie, États-Unis          |
| 1984  | Espagne        | José Maria Cañizares et José Rivero           | José Maria Cañizares | Rome, Italie                               |
| 1983  | États-Unis     | Rex Caldwell et John Cook                     | Dave Barr            | Jakarta, Indonésie                         |
| 1982  | Espagne        | José Maria Cañizares et Manuel Piñero         | Manuel Piñero        | Acapulco, Mexique                          |
| 1980  | Canada         | Dan Halldorson et Jim Nelford                 | Sandy Lyle           | Bogota, Colombie                           |
| 1979  | États-Unis     | Hale Irwin et John Mahaffey                   | Hale Irwin           | Athènes, Grèce                             |
| 1978  | États-Unis     | John Mahaffey et Andy North                   | John Mahaffey        | Hanalei, Hawaii, États-Unis                |
| 1977  | Espagne        | Severiano Ballesteros et Antonio Garrido (en) | Gary Player          | Manille, Philippines                       |
| 1976  | Espagne        | Severiano Ballesteros et Manuel Piñero        | Ernesto Perez Acosta | Palm Springs, Californie, États-Unis       |
| 1975  | États-Unis     | Lou Graham et Johnny Miller                   | Johnny Miller        | Bangkok, Thaïlande                         |
| 1974  | Afrique du Sud | Bobby Cole et Dale Hayes                      | Bobby Cole           | Caracas, Venezuela                         |
| 1973  | États-Unis     | Johnny Miller et Jack Nicklaus                | Johnny Miller        | Marbella, Espagne                          |
| 1972  | Taipei chinois | Hsieh Min-Nan et Lu Liang-Huan                | Hsieh Min-Nan        | Melbourne, Australie                       |
| 1971  | États-Unis     | Jack Nicklaus et Lee Trevino                  | Jack Nicklaus        | West Palm Beach, Floride, États-Unis       |
| 1970  | Australie      | Bruce Devlin et David Graham                  | Roberto De Vicenzo   | Buenos Aires, Argentine                    |
| 1969  | États-Unis     | Orville Moody et Lee Trevino                  | Lee Trevino          | Singapour                                  |
| 1968  | Canada         | Al Balding et George Knudson                  | Al Balding           | Rome, Italie                               |
| 1967  | États-Unis     | Jack Nicklaus et Arnold Palmer                | Arnold Palmer        | Mexico, Mexique                            |
| 1966  | États-Unis     | Jack Nicklaus et Arnold Palmer                | George Knudson       | Tokyo, Japon                               |
| 1965  | Afrique du Sud | Harold Henning et Gary Player                 | Gary Player          | Madrid, Espagne                            |
| 1964  | États-Unis     | Jack Nicklaus et Arnold Palmer                | Jack Nicklaus        | Maui, Hawaii, États-Unis                   |
| 1963  | États-Unis     | Jack Nicklaus et Arnold Palmer                | Jack Nicklaus        | Paris, France                              |
| 1962  | États-Unis     | Arnold Palmer et Sam Snead                    | Roberto De Vicenzo   | Buenos Aires, Argentine                    |
| 1961  | États-Unis     | Jimmy Demaret et Sam Snead                    | Sam Snead            | Dorado, Porto Rico                         |
| 1960  | États-Unis     | Arnold Palmer and Sam Snead                   | Flory Van Donck      | Portmarnock, Dublin, Irlande               |
| 1959  | Australie      | Kel Nagle et Peter Thomson                    | Stan Leonard         | Melbourne, Australie                       |
| 1958  | Irlande        | Harry Bradshaw et Christy O'Connor            | Angel Miguel         | Mexico, Mexique                            |
| 1957  | Japon          | Torakichi Nakamura et Koichi Ono              | Torakichi Nakamura   | Tokyo, Japon                               |
| 1956  | États-Unis     | Ben Hogan et Sam Snead                        | Ben Hogan            | Wentworth, Surrey, Angleterre              |
| 1955  | États-Unis     | Ed Furgol et Chick Harbert                    | Ed Furgol            | Washington, DC, États-Unis                 |
| 1954  | Australie      | Kel Nagle et Peter Thomson                    |                      | Montréal, Canada                           |
| 1953  | Argentine      | Antonio Cerda et Roberto De Vicenzo           |                      | Montréal, Canada                           |

## Vainqueurs multiples

### Pays
| Nombre de victoires | Pays           | Dernier titre |
| ------------------- | -------------- | ------------- |
| 23                  | États-Unis     | 2011          |
| 5                   | Afrique du Sud | 2003          |
| 5                   | Australie      | 2013          |
| 4                   | Espagne        | 1984          |
| 3                   | Canada         | 1985          |
| 2                   | Irlande        | 1997          |
| 2                   | Japon          | 2002          |
| 2                   | Angleterre     | 2004          |
| 2                   | Pays de Galles | 2005          |
| 2                   | Allemagne      | 2006          |
| 2                   | Suède          | 2008          |

### Coéquipiers
- 4 fois :  Jack Nicklaus et Arnold Palmer,  Fred Couples et Davis Love III
- 2 fois :  Kel Nagle et Peter Thomson

### En tant que membre d'une équipe
| Nombre de victoires | Joueur               | Dernier titre |
| ------------------- | -------------------- | ------------- |
| 6                   | Arnold Palmer        | 1967          |
| 6                   | Jack Nicklaus        | 1973          |
| 4                   | Sam Snead            | 1962          |
| 4                   | Fred Couples         | 1995          |
| 4                   | Davis Love III       | 1995          |
| 2                   | Kel Nagle            | 1959          |
| 2                   | Peter Thomson        | 1959          |
| 2                   | Lee Trevino          | 1971          |
| 2                   | Johnny Miller        | 1975          |
| 2                   | Seve Ballesteros     | 1977          |
| 2                   | John Mahaffey        | 1979          |
| 2                   | Manuel Piñero        | 1982          |
| 2                   | José Maria Cañizares | 1984          |
| 2                   | Ian Woosnam          | 1987          |
| 2                   | Dan Halldorson       | 1995          |
| 2                   | Tiger Woods          | 2000          |
| 2                   | Ernie Els            | 2001          |
| 2                   | Bernhard Langer      | 2006          |

### En individuel (International Trophy)
- 3 fois : Jack Nicklaus
- 2 fois : Roberto De Vicenzo, Johnny Miller, Gary Player et Ian Woosnam